# Jylkkyvaara
Jylkkyvaara este o arie protejată (arie specială de conservare — SAC, sit de importanță comunitară — SCI) din Suedia întinsă pe o suprafață de 857 ha, integral pe uscat.

## Localizare
Centrul sitului Jylkkyvaara este situat la coordonatele 67°24′08″N 22°03′50″E / 67.4023°N 22.0638°E.

## Înființare
Situl Jylkkyvaara a fost declarat sit de importanță comunitară în decembrie 1995 pentru a proteja 1 specie de plante. Situl a fost protejat și ca arie specială de conservare în martie 2011.

## Biodiversitate
Situată în ecoregiunea boreală, aria protejată conține 8 habitate naturale: Păduri caducifoliate de mlaștină fino-scandinave, Turbării Aapa, Mlaștini împădurite, Păduri de conifere pe eskere fluvioglaciare sau legate la acestea, Lacuri și iazuri distrofice naturale, Taiga vestică, Mlaștini turboase de tranziție și turbării mișcătoare, Izvoare fino-scandinave și mlaștini produse de izvoare bogate în minerale.
La baza desemnării sitului se află o specie protejată de  plante: Ranunculus lapponicus.